# Third Person
Third Person is een Amerikaanse-Brits-Franse-Duits-Belgische romantische film uit 2013 geregisseerd door Paul Haggis. De film ging in première op 9 september op het Internationaal filmfestival van Toronto.

## Verhaal
Tijdens de film worden er drie verschillende verhalen in drie wereldsteden verteld over passie, vertrouwen, liefde en bedrog. 
Parijs: De gerenommeerde schrijver Michael legt de laatste hand aan zijn nieuw boek in een hotelsuite in Parijs. Hij is net gescheiden en heeft een liefdesaffaire met de jonge journaliste Anna.
New York: De labiele oud-actrice Julia wordt beschuldigd van een moordpoging op haar zesjarig zoontje en vecht een strijd met haar ex-man Rick om het hoederecht over haar kind.
Rome: De zakenman Scott, op reis in Italië, leert in een bar de knappe Monica kennen. Ze vraagt hem om haar dochter te bevrijden die ontvoerd is door een Russische gangster.

## Rolverdeling
| Acteur             | Personage   |
| ------------------ | ----------- |
| James Franco       | Rick        |
| Mila Kunis         | Julia       |
| Olivia Wilde       | Anna        |
| Liam Neeson        | Michael     |
| Adrien Brody       | Scott       |
| Maria Bello        | Theresa     |
| Kim Basinger       | Elaine      |
| Caroline Goodall   | Dr. Gertner |
| David Harewood     | Jake Long   |
| Moran Atias        | Monika      |
| Riccardo Scamarcio | Marco       |